# Era Alta
Era Alta es una pedanía perteneciente al municipio de Murcia (España). Cuenta con una población de 3.106 habitantes (INE 2019) y una extensión de 2,25 km². Se encuentra a unos 3,5 km de Murcia y se sitúa a una altura media de 57 metros sobre el nivel del mar.

## Geografía
Limita con:
- al norte: pedanías de Nonduermas y Rincón de Seca
- al nordeste: barrio de La Purísima (antes Barriomar)
- al este: Aljucer
- al sur: Aljucer y San Ginés

Sus núcleos de población son Casas de la Huerta de Era Alta, Era Alta y Pedriñanes.

## Historia
Esta alquería sería concedida como donadío, tras la reconquista, al Prior de los Agustinos del monasterio de Cornellá de Conflent. En 1271 la alquería sería vendida al propietario Arnaldo de Molins.[cita requerida]
En 1802 las zonas de cultivo de Era Alta quedaron anegadas y destruidas por la avenida que provocó la rotura del pantano lorquino de Puentes.[cita requerida]
Con el trienio liberal, 1821-1823, Era Alta, como ocurriría en muchas otras poblaciones, se constituyó como Ayuntamiento independiente, repitiéndose esta experiencia en 1836, hasta que diez años después solicitaría volver a la administración del consistorio de Murcia.[cita requerida]
Durante el siglo XX la población alcanzó los algo más de dos mil quinientos habitantes, quedando hoy día en una cifra de casi tres mil, convirtiéndose en una zona de población residencial muy cercana a la capital municipal.[cita requerida]

## Personalidades
El imaginero murciano Roque López nacido en 1747 discípulo directo del imaginero murciano Francisco Salzillo, y el escultor Antonio Campillo Párraga conocido por sus bellísimas obras en cobre de la mujer murciana.